# Hyssia perplumbica
Hyssia perplumbica är en fjärilsart som beskrevs av Köhler 1979. Hyssia perplumbica ingår i släktet Hyssia och familjen nattflyn. Inga underarter finns listade i Catalogue of Life.